# Adolf von Auersperg

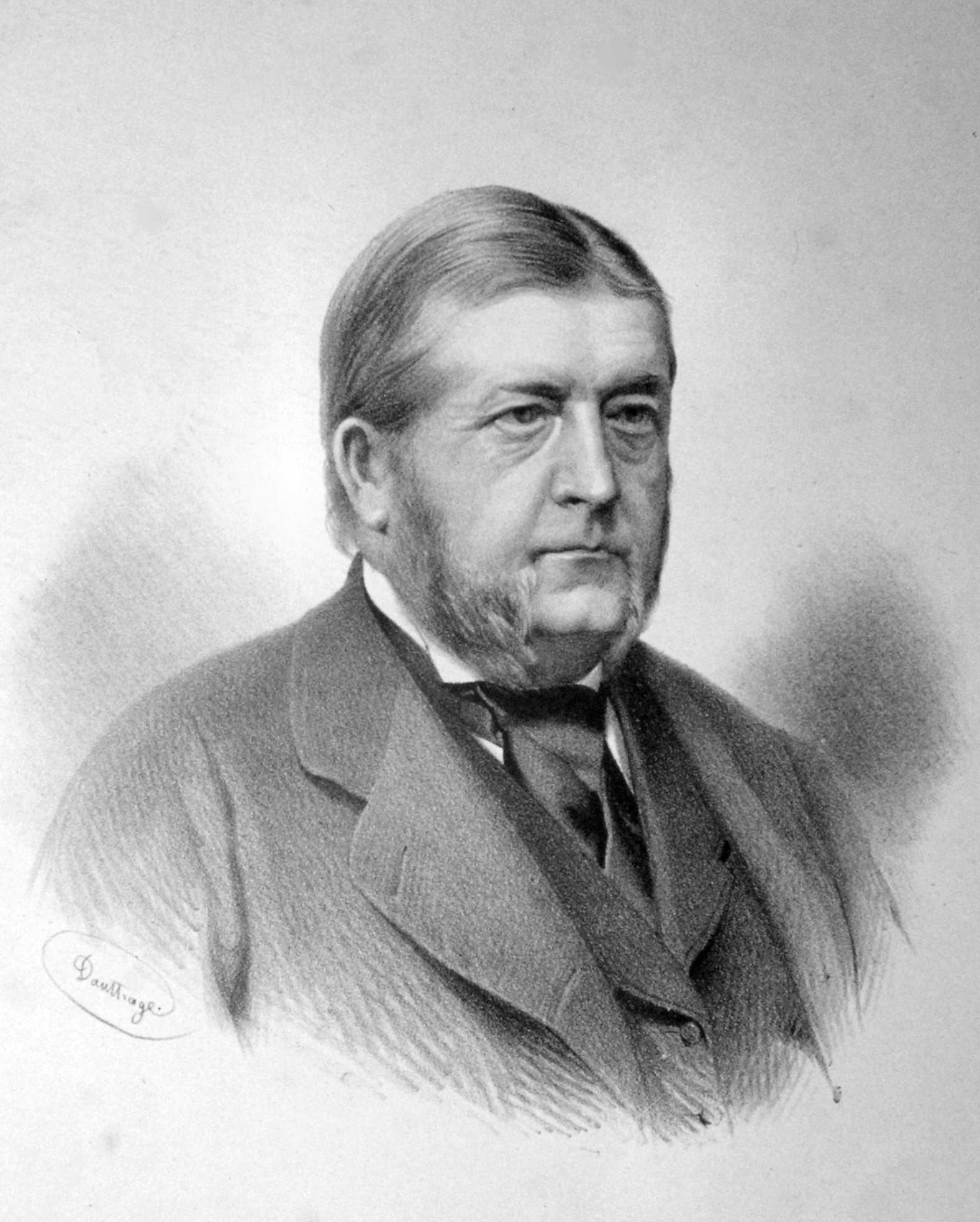
Fürst Adolf Carl Daniel von Auersperg, Lithographie von Adolf Dauthage

Adolf Wilhem Carl Daniel Prinz von Auersperg (* 21. Juli 1821 auf Schloss Wlaschim in Wlaschim, Böhmen; † 5. Jänner 1885 auf Schloss Goldegg in Neidling, Niederösterreich) war unter Kaiser Franz Joseph I. vom 25. November 1871 bis zum 15. Februar 1879 k.k. Ministerpräsident der österreichischen Reichshälfte von Österreich-Ungarn.

## Leben
Von Auersperg stammte aus dem alten österreichischen Adelsgeschlecht Auersperg, das von der Krain im 18. und 19. Jahrhundert teilweise nach Böhmen gezogen war. Seine Eltern waren Karl Wilhelm II. von Auersperg, 7. Fürst von Auersperg (1782–1827), und Friederike von Lenthe (1791–1860). Sein Urgroßvater mütterlicherseits war der General Levin August von Bennigsen. Adolfs älterer Bruder Carlos, 8. Fürst von Auersperg, war in den Jahren 1867 und 1868 k.k. Ministerpräsident.
Von Auersperg studierte Jus und diente danach 14 Jahre lang als Offizier der Kavallerie, zuletzt im Rang eines Majors. 1867 wurde er auf Grund seiner Besitzungen in Böhmen vom dortigen Verfassungstreuen Großgrundbesitz in den Böhmischen Landtag gewählt und vom Kaiser zum Oberstlandmarschall (= Landtagsvorsitzenden und Leiter der vom Kronland eingesetzten Landesverwaltung) ernannt. 1870 wurde er vom Kaiser als Landespräsident (= Statthalter) nach Salzburg berufen. 1871 wurde er Ehrenbürger von Salzburg. Von 1871 bis 1879 war er österreichischer Ministerpräsident des Kaisers. 1878 zeichnete ihn Franz Joseph I. mit dem Orden vom Goldenen Vlies aus, dem exklusiven Hausorden der Dynastie.
Vom Ministerium Adolf Auersperg wurde im Jahre 1873 eine Wahlrechtsreform durchgesetzt, die in Cisleithanien gesamtstaatliche Reichsratswahlen statt der Entsendung von Abgeordneten durch die Landtage bewirkte und es allen männlichen Bürgern ab 24 Jahren erlaubte, den Reichsrat zu wählen, wenn sie einen Mindeststeuersatz von 10 Gulden pro Jahr zahlten. Dies berechtigte etwa 6 % der Bevölkerung zur Wahl. 
Mit Gesetz vom 15. April 1873 gliederte das Auersperg-Kabinett die Staatsbeamten in elf Rangklassen. Die Angehörigen einer jeweiligen Rangklasse bezogen branchenübergreifend dasselbe Gehalt, das mit zunehmendem Dienstzeitalter um bis zu 40 Prozent ansteigen konnte. Zusätzlich erhielt der Beamte diverse Zuschüsse. Beförderungen erfolgten ebenfalls nach der Länge der zurückgelegten Dienstzeit (Anciennitätsprinzip).
Ebenfalls von seiner Regierung wurde 1876 der verfassungspolitisch schon 1867 angekündigte Verwaltungsgerichtshof geschaffen, der in der Republik Österreich bis heute besteht.
Von Auersperg konnte im Reichsrat letztlich die Steigerung des Heeresbudgets und die Zustimmung zur Okkupation von Bosnien-Herzegowina bei der deutschliberalen Mehrheit nicht durchsetzen und trat daher Anfang 1879, nachdem die Okkupation 1878 dennoch erfolgt war, mit seinem Kabinett zurück. Es handelte sich um die letzte altliberale Regierung.
Auf Wunsch des Kaisers wurde er 1879 Präsident des Obersten Rechnungshofes von Cisleithanien. Dieses Amt hatte er bis zu seinem Tod inne.

### Ehen und Nachkommen
Von Auersperg heiratete in erster Ehe Aloysia Freiin Mladota von Solopisk (1820–1849); die Verbindung blieb kinderlos. Aus seiner zweiten Ehe mit Johanna Festetics von Tolna (1830–1884) stammten mehrere Nachkommen, darunter:
1. Karl Maria Alexander von Auersperg, nachmals 9. Fürst von Auersperg (1859–1927)
2. Johanna von Auersperg (1860–1922)
3. Ernestine Maria Wilhelmine von Auersperg (1862–1935)
4. Aglae Franziska von Auersperg (1868–1919)
5. Franz Maria Johann Joseph von Auersperg (1869–1918)